# Baryphthengus
Baryphthengus és un gènere d'ocells de la família dels momòtids (Momotidae).

## Taxonomia
Segons la Classificació del Congrés Ornitològic Internacional (versió 2.5, 2010) aquest gènere està format per dues espècies:
- motmot rogenc (Baryphthengus martii)[3]
- motmot de coroneta rogenca (Baryphthengus ruficapillus)[4]